# کیت کات (فیلم)
کیت کات (انگلیسی: The Kit Kat) فیلمی در ژانر کمدی-درام به کارگردانی داوود عبدالسید است که در سال ۱۹۹۱ منتشر شد. از بازیگران آن می‌توان به محمود عبد العزیز اشاره کرد.